# Imanol Pradales Gil
Imanol Pradales Gil   (Santurtzi, 21 d'abril de 1975) és un sociòleg, professor universitari i polític basc, membre del Partit Nacionalista Basc (EAJ-PNV) i lehendakari des del 20 de juny de 2024.
Entre els èxits dins de la seva etapa a la Diputació Foral de Biscaia destaquen la creació de l'agència Bizkaia Talent el 2007 o la creació de la Xarxa Talentia el 2013.

## Biografia
Va ser director de l'agència pública de captació de talent Bizkaia Talent, adscrita al departament de promoció econòmica de la Diputació Foral de Biscaia entre 2007 i 2011. Després va ocupar el càrrec de Diputat Foral de Promoció Econòmica (2011-2015), de Desenvolupament Econòmic (2015-2019) i d'Infrastructures i Desenvolupament Territorial (2019-2023 i 2023-2027).
Va estudiar a l'ikastola Asti Leku de Portugalete, un centre privat-concertat, on va estudiar l'educació primària, secundària i el batxillerat. Allí va tenir com a professor a Iñigo Urkullu.
Es va llicenciar en sociologia i ciències polítiques en la Universitat de Deusto (1993-1997). Després va realitzar un màster en gestió del coneixement en la Universitat Politècnica de Madrid (1998-1999). Es va doctorar en sociologia i ciències polítiques en la Universitat de Deusto en 2004. També va cursar un programa en gestió avançada de l'educació (advanced management in executive education) en el IE Business School.
Va ser professor universitari en les Facultats d'Humanitats i Ciències Polítiques i Sociologia a la Universitat de Deusto fins a l'any 2006.

## Trajectòria política

### Diputació Foral de Biscaia
El 2007 va ser nomenat director-gerent de Bizkaia Talent, una agència pública de captació de talent, adscrita al departament de promoció econòmica de la Diputació Foral de Biscaia. Va ser director de l'agència fins a l'any 2011, i fou succeït per Iván Jimenez Aira.
El 2011 va ser nomenat Diputat Foral de Promoció Econòmica de la Diputació Foral de Biscaia per Unai Rementeria durant la legislatura 2011-2015. El 2015 va ser nomenat Diputat Foral de Desenvolupament Econòmic i Territori per Unai Rementeria durant la legislatura 2015-2019. El 2019 va ser nomenat Diputat Foral d'Infrastructures i Desenvolupament Territorial per Unai Rementeria durant la legislatura 2019-2023. El 2023 va ser nomenat d'Infrastructures i Desenvolupament Territorial per Elixabete Etxanobe durant la legislatura 2023-2027.
Entre els èxits dins de la seva etapa a la Diputació Foral de Biscaia destaquen la creació de l'agència Bizkaia Talent el 2007 o la creació de la Xarxa Talentia el 2013, una xarxa interprofessional de talent, així com l'ampliació de la Xarxa el 2015. Totes dues iniciatives estan emmarcades dins de la gestió del talent (atracció i retenció del talent).
Quan va ser creada en 2013, la Xarxa Talentia tenia a penes 500 membres. En 2019, la xarxa comptava amb 1.500 membres. A 31 de desembre de 2021, la xarxa tenia 2.100 membres. Tots ells estudiants seleccionats per Bizkaia Talent. Curiosament, entre els integrants de la Xarxa hi ha la política Alba García Martín, candidata a lehendakari per la coalició Sumar Mugimendua a les eleccions al Parlament Basc de 2024, que va ser seleccionada per Bizkaia Talent en la seva etapa a la universitat.

### Lehendakari del Govern Basc
El novembre del 2023 va ser proposat per l'Euskadi Buru Batzar del Partit Nacionalista Basc (EAJ-PNV) per a succeir al lehendakari Iñigo Urkullu. La seva candidatura fou la més votada en les eleccions al Parlament Basc d'abril de 2024.
Després d'un acord amb el Partit Socialista d'Euskadi - Euskadiko Ezkerra (PSE-EE), fou investit Lehendakari el 20 de juny de 2024 pel Parlament Basc substituint en el càrrec al Lehendakari Iñigo Urkullu.
Al juny de 2024, Pradales va conformar el seu Govern, amb deu consellers nacionalistes i cinc socialistes, en el qual, a més de Lehendakaritza, a les mans d'EAJ-PNB quedaven Cultura i Política Lingüística; Hisenda i Finances; Governança, Administració Digital i Autogovern; Seguretat; Educació; Salut; Ciència; Universitats i Innovació; Benestar, Joventut i Repte Demogràfic; Alimentació, Desenvolupament Rural, Agricultura i Pesca; i Indústria, Transició Energètica i Sostenibilitat. El PSE-EE va quedar al càrrec d'Economia, Treball i Ocupació; Habitatge i Agenda Urbana; Mobilitat Sostenible; Turisme, Comerç i Consum; i Justícia i Drets Humans.
En el repartiment de departaments de govern, va assignar l'atracció i la retenció de talent al mateix lehendakari, una àrea en què Pradales està especialitzat. També va anunciar que es crearia i desenvolupar una Estratègia Basca de Talent. A més, el lehendakari va anunciar la creació i posada en marxa de l'Agència Basca del Talent.
El juliol de 2024 la ertzaintza va assumir el control de l'ordre públic i la integritat de les persones i el patrimoni als aeroports i ports bascos, que exercien la Guàrdia Civil i la policia espanyola.
A finals de 2024, va plantejar la creació d'un "roster" basc de talent, una xarxa basca de professionals altament qualificats.